# Maria Luisa di Savoia (1729-1767)
Maria Luisa Gabriella di Savoia (Torino, 25 marzo 1729 – Chieri, 22 agosto 1767) fu una principessa del Regno di Sardegna.

## Biografia
Era figlia del re Carlo Emanuele III di Savoia e della sua seconda moglie, Polissena d'Assia; nacque nel Palazzo Reale di Torino.
Prese il nome di sua zia paterna, moglie del re Filippo V di Spagna.
All'età di cinque anni perse la madre.
Venne inizialmente destinata a sposare il delfino Luigi di Francia, figlio dei sovrani francesi Luigi XV di Francia e Maria Leszczyńska, ma le trattative matrimoniali non andarono a buon fine e il principe sposò in ultimo l'infanta di Spagna Maria Teresa.
Per Maria Luisa si aprirono allora le porte del convento: divenne monaca cistercense nel monastero di Sant'Andrea a Chieri, dove morì a trentotto anni nel 1767.

## Ascendenza
|                                                 |                             |                                                     | Genitori                                          |  |  | Nonni |  |  | Bisnonni                    |  |  | Trisnonni                   |  |
|                                                 |                             |                                                     |                                                   |  |  |       |  |  | Carlo Emanuele II di Savoia |  |  | Vittorio Amedeo I di Savoia |  |
|                                                 |                             |                                                     |                                                   |  |  |       |  |  | Carlo Emanuele II di Savoia |  |  | Vittorio Amedeo I di Savoia |  |
|                                                 |                             | Maria Cristina di Borbone-Francia                   |                                                   |  |  |       |  |  | Carlo Emanuele II di Savoia |  |  |                             |  |
| Vittorio Amedeo II di Savoia                    |                             |                                                     |                                                   |  |  |       |  |  | Carlo Emanuele II di Savoia |  |  |                             |  |
|                                                 |                             | Maria Giovanna Battista di Savoia-Nemours           | Carlo Amedeo di Savoia-Nemours                    |  |  |       |  |  |                             |  |  |                             |  |
|                                                 |                             | Maria Giovanna Battista di Savoia-Nemours           | Carlo Amedeo di Savoia-Nemours                    |  |  |       |  |  |                             |  |  |                             |  |
|                                                 |                             | Maria Giovanna Battista di Savoia-Nemours           | Elisabetta di Borbone-Vendôme                     |  |  |       |  |  |                             |  |  |                             |  |
| Carlo Emanuele III di Savoia                    |                             | Maria Giovanna Battista di Savoia-Nemours           |                                                   |  |  |       |  |  |                             |  |  |                             |  |
|                                                 |                             | Filippo I di Borbone-Orléans                        | Luigi XIII di Francia                             |  |  |       |  |  |                             |  |  |                             |  |
|                                                 |                             | Filippo I di Borbone-Orléans                        | Luigi XIII di Francia                             |  |  |       |  |  |                             |  |  |                             |  |
|                                                 |                             | Filippo I di Borbone-Orléans                        | Anna d'Austria                                    |  |  |       |  |  |                             |  |  |                             |  |
| Anna Maria d'Orléans                            |                             | Filippo I di Borbone-Orléans                        |                                                   |  |  |       |  |  |                             |  |  |                             |  |
|                                                 |                             | Enrichetta Anna Stuart                              | Carlo I d'Inghilterra                             |  |  |       |  |  |                             |  |  |                             |  |
|                                                 |                             | Enrichetta Anna Stuart                              | Carlo I d'Inghilterra                             |  |  |       |  |  |                             |  |  |                             |  |
|                                                 |                             | Enrichetta Anna Stuart                              | Enrichetta Maria di Francia                       |  |  |       |  |  |                             |  |  |                             |  |
| Maria Luisa                                     |                             | Enrichetta Anna Stuart                              |                                                   |  |  |       |  |  |                             |  |  |                             |  |
|                                                 | Guglielmo d'Assia-Rotenburg | Ernesto d'Assia-Rheinfels                           |                                                   |  |  |       |  |  |                             |  |  |                             |  |
|                                                 | Guglielmo d'Assia-Rotenburg | Ernesto d'Assia-Rheinfels                           |                                                   |  |  |       |  |  |                             |  |  |                             |  |
|                                                 | Guglielmo d'Assia-Rotenburg | Maria Eleonora di Solms-Lich                        |                                                   |  |  |       |  |  |                             |  |  |                             |  |
| Ernesto Leopoldo di Assia-Rotenburg             | Guglielmo d'Assia-Rotenburg |                                                     |                                                   |  |  |       |  |  |                             |  |  |                             |  |
|                                                 |                             | Maria Anna di Löwenstein-Wertheim-Rochefort         | Ferdinando Carlo di Löwenstein-Wertheim-Rochefort |  |  |       |  |  |                             |  |  |                             |  |
|                                                 |                             | Maria Anna di Löwenstein-Wertheim-Rochefort         | Ferdinando Carlo di Löwenstein-Wertheim-Rochefort |  |  |       |  |  |                             |  |  |                             |  |
|                                                 |                             | Maria Anna di Löwenstein-Wertheim-Rochefort         | Anna Maria di Fürstenberg-Heiligenberg            |  |  |       |  |  |                             |  |  |                             |  |
| Polissena d'Assia-Rotenburg-Rheinfels           |                             | Maria Anna di Löwenstein-Wertheim-Rochefort         |                                                   |  |  |       |  |  |                             |  |  |                             |  |
|                                                 |                             | Massimiliano Carlo di Löwenstein-Wertheim-Rochefort | Ferdinando Carlo di Löwenstein-Wertheim-Rochefort |  |  |       |  |  |                             |  |  |                             |  |
|                                                 |                             | Massimiliano Carlo di Löwenstein-Wertheim-Rochefort | Ferdinando Carlo di Löwenstein-Wertheim-Rochefort |  |  |       |  |  |                             |  |  |                             |  |
|                                                 |                             | Massimiliano Carlo di Löwenstein-Wertheim-Rochefort | Anna Maria di Fürstenberg-Heiligenberg            |  |  |       |  |  |                             |  |  |                             |  |
| Eleonora Maria di Löwenstein-Wertheim-Rochefort |                             | Massimiliano Carlo di Löwenstein-Wertheim-Rochefort |                                                   |  |  |       |  |  |                             |  |  |                             |  |
|                                                 |                             | Polissena Maria Khuen von Lichtenberg und Belasi    | Matias Khuen von Lichtenberg und Belasi           |  |  |       |  |  |                             |  |  |                             |  |
|                                                 |                             | Polissena Maria Khuen von Lichtenberg und Belasi    | Matias Khuen von Lichtenberg und Belasi           |  |  |       |  |  |                             |  |  |                             |  |
|                                                 |                             | Polissena Maria Khuen von Lichtenberg und Belasi    | Anna Susanna von Meggau                           |  |  |       |  |  |                             |  |  |                             |  |
|                                                 |                             | Polissena Maria Khuen von Lichtenberg und Belasi    |                                                   |  |  |       |  |  |                             |  |  |                             |  |